# Prudential plc
Эта статья о британской компании; об американской см. Prudential Financial; о других значениях см. Prudential
Prudential plc — британский транснациональный финансовый конгломерат со штаб-квартирой в Лондоне. Основан в 1848 году. Помимо Великобритании ведёт деятельность в юго-восточной Азии, США и некоторых странах Африки. На конец 2015 года обслуживал около 24 млн клиентов.

## История
Компания была основана 30 мая 1848 года под названием The Prudential Mutual Assurance, Investment and Loan Association (англ. Благоразумная ассоциация взаимного страхования, инвестиций и кредитования) для предоставления страховых услуг рабочему классу. Компания одной из первых начала использовать коммивояжёров для продажи полисов и сбора страховых премий. «Человек из Пру» (The Man From the Pru) оставался символом компании вплоть до 1990-х годов. К 1905 году количество выданных полисов составило 25 млн (при численности населения Великобритании в 43 млн). В 1881 году Prudential стала обществом с ограниченной ответственностью, с 1924 года её акции вошли в листинг Лондонской фондовой биржи.
В 1978 году была создана холдинговая компания Prudential Corporation, другие структуры Prudential стали её дочерними компаниями. С 1985 года компания начала заниматься ипотечным кредитованием, а с 1988 года — пенсионным страхованием. В 1986 году за $608 млн была куплена американская страховая компания Jackson National Life, ставшая основой деятельности Prudential в США. В 1994 году была основана дочерняя компания в азиатском регионе Prudential Corporation Asia. В 1997 году был основан интернет-банк Egg plc (в 2007 году продан Citigroup, в 2011 году прекратил существование), также в этом году за £1,75 млрд была куплена шотландская страховая компания Scottish Amicable, основанная в 1826 году в Глазго. В 1999 году была куплена компания по управлению фондами M&G. Также в 1999 году было сокращено 20 % сотрудников в Великобритании, поскольку компания решила отказаться от модели прямых продаж страховых полисов; название компании было изменено на Prudential plc.
В 2000 году Prudential стала первой британской страховой компанией, получившей лицензию во Вьетнаме. В 2001 году была куплена японская страховая компания Orico Life Insurance. В октябре 2004 года совместно с южноафриканской компанией Discovery Holdings была основана дочерняя компания по медицинскому страхованию в Великобритании PruHealth (продана в 2014 году). В декабре 2013 года была куплена ганская компания Express Life Company, переименованная в Prudential Ghana. В сентябре 2014 года была поглощена кенийская страховая компания Shield Assurance, ставшая называться Prudential Kenya.

## Руководство
- Пол Мандука (англ. Paul Manduca) — председатель совета директоров с июля 2012 года, член совета директоров с 2010 года;
- Майкл Уэллс (англ.) — главный исполнительный директор (CEO) с июня 2015 года, член совета директоров с 2011 года.

## Деятельность
Компания состоит из четырёх подразделений:
- Prudential UK, Europe & Africa — пенсионные и сберегательные счета, рента в Великобритании, остальной Европе и Африке.
- M&G — услуги по управлению активами.
- Prudential Corporation Asia — штаб-квартира в Гонконге, крупнейшая британская страховая компания в Азии; ведёт деятельность в Гонконге, Тайване, Японии, Южной Корее, Сингапуре, Малайзии, Филиппинах, Таиланде, Камбодже, Вьетнаме и Индонезии, также имеет совместные предприятия в Китае и Индии; 14 млн клиентов, 10 тысяч отделений.
- Jackson National Life Insurance Company — ведёт деятельность в США; штаб-квартира в Мичигане.

В 2015 году размер страховых премий составил £36,7 млрд (в 2014 году — £32,8 млрд); доход от инвестированного капитала составил £3,3 млрд (в 2014 году — £25,8 млрд); размер страховых выплат составил около £30 млрд (в 2014 году — более £50 млрд), в том числе в США £13 млрд, в Великобритании — £10 млрд, в Азии — £6,5 млрд.
Инвестиционную деятельность Prudential plc осуществляет через группу компаний Eastspring Investments. В 2015 году Prudential plc заняла 28-е место среди крупнейших инвестиционных компаний мира по размеру активов под управлением ($754,5 млрд).
В списке крупнейших публичных компаний мира Forbes Global 2000 в 2016 году Prudential plc занял 66-е место, в том числе 110-е по обороту, 148-е по чистой прибыли, 57-е по размеру активов и 166-е по рыночной капитализации.
| Год                 | 2001   | 2002   | 2003  | 2004  | 2005  | 2006  | 2007  | 2008   | 2009  | 2010  | 2011  | 2012  | 2013  | 2014  | 2015  |
| ------------------- | ------ | ------ | ----- | ----- | ----- | ----- | ----- | ------ | ----- | ----- | ----- | ----- | ----- | ----- | ----- |
| Оборот              | 5,090  | 4,057  | 16,88 | 22,24 | 28,71 | 35,04 | 32,87 | -10,27 | 48,10 | 47,65 | 35,49 | 54,44 | 52,38 | 60,13 | 41,31 |
| Чистая прибыль      | -0,408 | -0,357 | 0,665 | 0,091 | 1,192 | 0,811 | 0,950 | -0,391 | 0,677 | 1,436 | 1,451 | 2,163 | 1,346 | 2,216 | 2,579 |
| Активы              | 155,7  | 150,4  | 160,6 | 174,1 | 200,9 | 216,5 | 219,4 | 215,5  | 227,8 | 260,8 | 270,0 | 307,6 | 325,9 | 369,2 | 387,0 |
| Собственный капитал | 5,964  | 4,878  | 5,128 | 5,927 | 7,193 | 5,556 | 6,164 | 5,113  | 6,303 | 8,075 | 8,607 | 10,36 | 9,651 | 11,81 | 12,96 |

## Акционеры
Акции компании котируются на фондовых биржах Лондона, Нью-Йорка, Гонконга и Сингапура. Крупнейшими акционерами Prudential plc на апрель 2016 года являются:
- Capital Group Companies, Inc. — 10,135 %
- BlackRock Inc. — 5,08 %
- Norges Bank — 4,03 %

## Дочерние компании
Крупнейшие дочерние компании на конец 2015 года:
- The Prudential Assurance Company Limited (страхование, Англия и Уэльс)
- Prudential Retirement Income Limited (PRIL) (страхование, Шотландия)
- M&G Investment Management Limited (управление активами, Англия и Уэльс)
- Jackson National Life Insurance Company (страхование, США)
- Prudential Assurance Company Singapore (Pte) Limited (страхование, Сингапур)
- PT Prudential Life Assurance (страхование, Индонезия)
- Prudential Hong Kong Limited (страхование, Гонконг)